# Bergebo sanatorium
Bergebo sanatorium var ett sanatorium för tuberkulossjuka i Domnarvet i nuvarande Borlänge kommun. Det tillhörde Domnarvets järnverk och var avsett för företagets anställda och deras familjer.
Järnverket hade anlagts på 1870-talet av Stora Kopparbergs bergslag och var vid början av 1900-talets Sveriges största med 1400–1500 arbetare. I enlighet med svensk brukstradition hade arbetarna fri bostad som en del av lönen. Bostäderna höll emellertid låg standard, och trångboddheten gjorde att sjukdomar som difteri och tuberkulos lätt spreds bland de  boende. Med verksläkaren Karl-Edvard Hällsjö som drivande kraft förbättrades förhållandena under 1900-talets första decennium.
Bergebo sanatorium tillkom  på initiativ av sjuksköterskan Helga Ekman (1880–1922), som hade anställts av järnverket 1905 som ett led i strävandena att förbättra arbetaras levnadsförhållanden. Helga Ekman stod för planläggningen av sanatoriet och var dess föreståndare från öppnandet 1907 till sin död 1922. Sanatoriet hade 24 sängplatser och 16 egna bostäder för patienternas familjer. Till verksamheten hörde också ett sommarhem för tuberkulösa barn, beläget i Lindesnäs.
Det är oklart när sanatoriet upphörde.  Byggnaden användes senare som ålderdomshem. Den brann ner till grunden år 1952, utan att någon kom till skada.
Den tidigare vaktmästarbostaden, kallad "Vildens stuga", stod kvar efter att sanatoriet rivits. Stugan revs i juni 2021.